# Matt Bentley
Matthew Bentley (* 10. Dezember 1979 in Clinton, Iowa, USA, besser bekannt als Martyr, Matt Bentley oder Michael Shane) ist ein ehemaliger US-amerikanischer Wrestler und heutiger Musiker. Er ist ein Cousin von Shawn Michaels. Heute ist Bentley Bassist der Band Lost in Chaos.

## Wrestlingkarriere

### Anfänge (1999–2001)
Bentley kam durch seinen Cousin Shawn Michaels ins Wrestlingbusiness. Er trainierte einige Jahre in dessen Wrestling-Schule und debütierte 1999 in einer Indy-Promotion unter dem Namen Michael Shane, der an Shawn Michaels anknüpft. Vom Oktober 2000 bis zum 13. Januar 2001 war Bentley bei Extreme Championship Wrestling angestellt. Noch im Jahr 2001 erlangte er seinen ersten Titel, den TWA Television Championship, den er 48 Tage halten konnte, bis er diesen an The Tornado verlor.

### 2001–2004
Nach der Schließung der ECW wurde Bentley bei Main Event Championship Wrestling (MECW) verpflichtet und wurde bei deren einmaligen ECW-Reunionveranstaltung MECW Light Heavyweight Champion. 2002 wurde er Mitglied des Stables „Group“, welches mit Samoa Joe, C.W. Anderson und Steve Corino im selbigen Jahr in der Wrestlingliga Ring of Honor gegründet wurde. Dieses Stable blieb jedoch ohne großen Erfolge.
2003 trat Bentley für Major League Wrestling an und nahm am 26. Juli für diese Promotion an einem Turnier teil, das in Orlando (Florida) stattfand: Er trat dort mit CM Punk als Tag Team gegen Norman Smiley und Raven an. 2004 wurde er für Total Nonstop Action Wrestling verpflichtet, wo Bentley ein Stable mit Namen „New Franchisen“ gründete und das neben ihm auch Shane Douglas und Traci umfasste. Es war ein erfolgloses Stable, das einerseits in einem „Tag Team Title Tournament“ 2004 schon in der ersten Runde an Christopher Daniels und Low Ki scheiterte und später bei einem „Nr. 1 Herausforderer-Match“ für den Tag Team Titel ebenfalls geschlagen wurden. Zwischen 2003 und 2004 konnte Bentley mit zweimaligen Gewinn des NWA TNA X Titel (heute TNA X-Division Championship) erstmals größere Erfolge erzielen. Seine erste Regentschaft erlangte Michael Shane in einem „Triple Threat Ultimate X Match“ gegen Chris Sabin (c) und Frankie Kazarian. Den Titel verlor er 2004 in einem zweiten „Ultimate X Match“ an Chris Sabin. Beim zweiten Mal gewann Shane zusammen mit Kazarian ein „Ultimate X Match“ gegen den Champion AJ Styles und beide wurden daraufhin zu Doppel-Champions erklärt. 14 Tage später verloren sie ihre Titel in einem Gauntlet for the Gold-Match.

### Namensänderung
Im Jahr 2004 verlor Bentley den Namen „Michael Shane“ aufgrund eines Namensrechtstreits an Mike Shane, der bei der Konkurrenzliga WWE angestellt war. Zunächst nannte er sich dann Matt Bentley, bis man ihm 2006 den Namen Maverick Matt gab.

### 2007–heute
Seit 2007 hat er das Martyr-Gimmick inne. Kurzzeitig war er unter anderem im Stable Serotonin mit Havok, Kaz und Anführer Raven aktiv, welches eine Neu-Auflage von Raven’s Flock darstellen und an alte Erfolge anknüpfen sollte. Jedoch floppte das Stable und nachdem Kaz sein Glück als Single Wrestler suchte, brach es schließlich auseinander. Im August 2007 lief der Vertrag von Bentley bei TNA aus und wurde nicht verlängert. Im Jahr 2008 gab er zugunsten einer Karriere als Musiker seinen Rücktritt vom Wrestling bekannt. Seitdem spielt Matt Bentley Bass in der Band Lost in Chaos, die u. a. Vorgruppe von Sum 41 war.

## Erfolge

### Titel
- CyberSpace Wrestling Federation
  - 1× CSWF Cruiser X Champion
- Florida Professional Wrestling Association
  - 1× FPWA Heavyweight Champion
- Southern Tennessee Wrestling Federation
  - 1× STWF Tag Team Champion mit Greg Buchanan
- Texas Wrestling Alliance
  - 1× TWA Television Champion
- Total Nonstop Action Wrestling
  - 2× TNA X-Division Champion